# Santiago Rodríguez Rodríguez

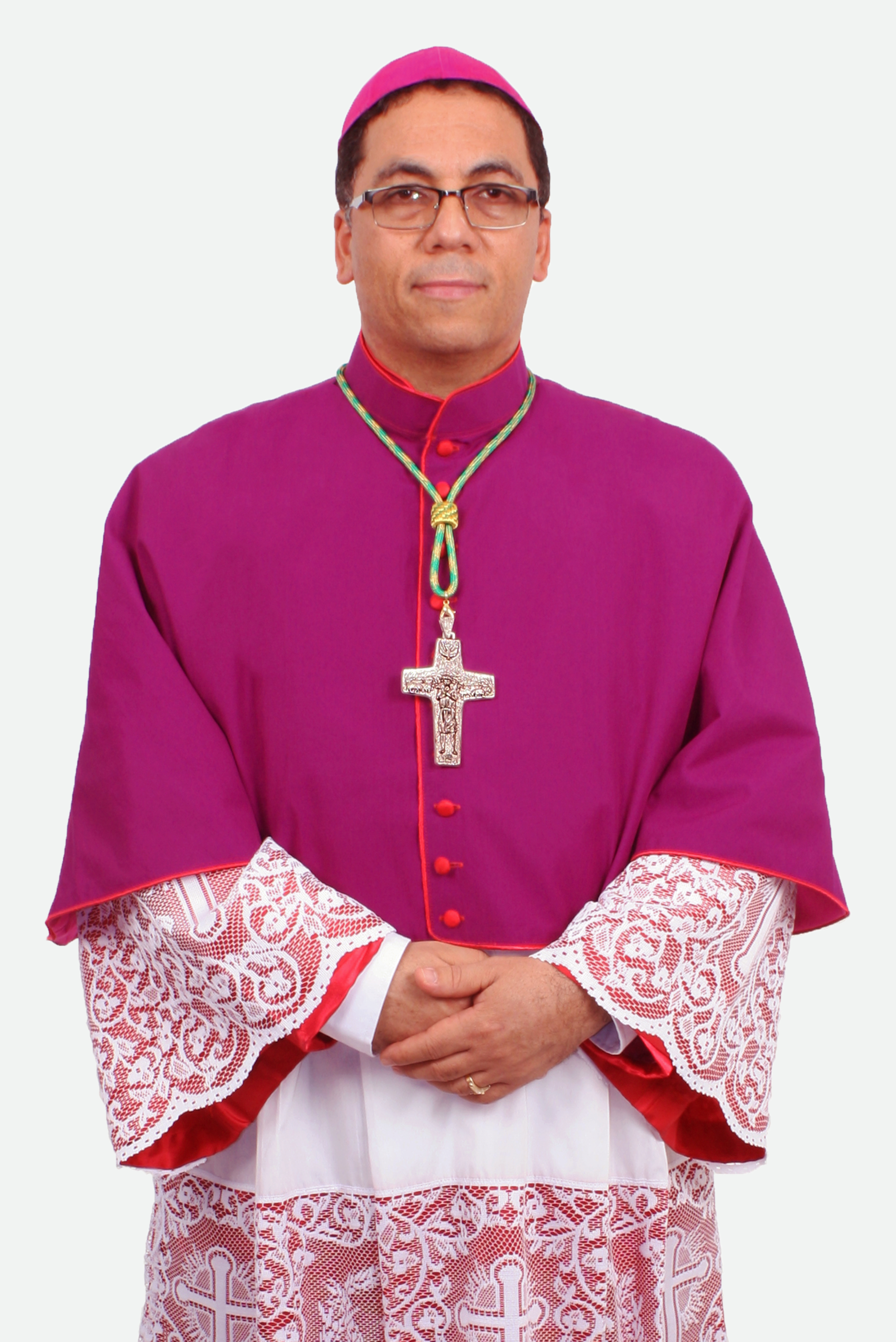
Santiago Rodríguez Rodríguez, 2017

Santiago Rodríguez Rodríguez (* 25. Mai 1968 in Mamey, Provinz Puerto Plata, Dominikanische Republik) ist ein dominikanischer Geistlicher und römisch-katholischer Bischof von San Pedro de Macorís.

## Leben
Santiago Rodríguez Rodríguez empfing am 24. Juni 2000 durch Bischof Gregorio Nicanor Peña Rodríguez das Sakrament der Priesterweihe für das Bistum Puerto Plata.
Am 3. November 2017 ernannte ihn Papst Franziskus zum Bischof von San Pedro de Macorís. Der Bischof von Nuestra Señora de la Altagracia en Higüey, Gregorio Nicanor Peña Rodríguez, spendete ihm am 30. Dezember desselben Jahres die Bischofsweihe. Mitkonsekratoren waren der Erzbischof von Santo Domingo, Francisco Ozoria Acosta, und der Bischof von Puerto Plata, Julio César Corniel Amaro.